# Ceroplesis elegans
Ceroplesis elegans là một loài bọ cánh cứng trong họ Cerambycidae.